# Ли Айли
Ли Айли (кит. трад. 李爱丽; род. 11 ноября 1978) — китайская хоккеистка на траве, полевой игрок. Серебряный призёр летних Олимпийских игр 2008 года, бронзовый призёр чемпионата мира 2002 года, бронзовый призёр чемпионата Азии 2004 года, чемпионка летних Азиатских игр 2002 года.

## Биография
Ли Айли родилась 11 ноября 1978 года.
Играла в хоккей на траве за команду Ланьчжоу.
В 2002 году в составе женской сборной Китая завоевала золотую медаль хоккейного турнира летних Азиатских игр в Пусане.
В том же году завоевала бронзовую медаль чемпионата мира в Перте. Мячей не забивала.
В 2004 году завоевала бронзовую медаль чемпионата Азии в Нью-Дели.
В 2008 году вошла в состав женской сборной Китая по хоккею на траве на летних Олимпийских играх в Пекине и завоевала серебряную медаль. В матчах не участвовала.
Дважды выигрывала медали Трофея чемпионов — золото в 2002 году в Макао, бронзу в 2005 году в Канберре.